# Republik Lydenburg
Die Republik Lydenburg (niederländisch Republiek Lydenburg) war eine südafrikanische Burenrepublik, die 1856 gegründet wurde, nachdem sie sich von der Republik Winburg-Potchefstroom abgetrennt hatte. Ihr Zentrum war die Stadt Lydenburg, heute Mashishing. 1857 schloss sich die Republik der Republik Utrecht an, mit der sie 1860 der Südafrikanischen Republik beitrat.